# Радамель Фалькао
Радаме́ль Фалька́о Гарсі́я Са́рате (ісп. Radamel Falcao García Zárate; нар. 10 лютого 1986 року, Санта-Марта, Колумбія) — колумбійський футболіст, нападник клубу «Райо Вальєкано» і збірної Колумбії, у складі якої є рекордсменом за кількістю забитих голів.

## Клубна кар'єра

### Початок кар'єри
У 1996 році прийшов в академію «Мільйонаріоса», де перебував до 1999 року. Після чого у 13 років друголігового клубу «Лансерос Бояка». 28 серпня 1999 року дебютував за головну команду цього клубу у грі чемпіонату, ставши у віці 13 років і 112 днів наймолодшим гравцем в історії професійного колумбійського футболу. 23 липня 2000 року 14-річний на той момент гравець забив свій перший гол на професійному рівні у грі другого колумбійського дивізіону.
2001 року талановитого юнака запросили до академії аргентинського гранда «Рівер Плейт», який викупив Фалькао за 500 тисяч доларів. Відігравши декілька сезонів за молодіжну команду «Рівера» у восьмому аргентинському дивізіоні, з 2005 року почав залучатися до матчів основної команди клубу, в якій швидко став гравцем основного складу.

### «Порту»
15 липня 2009 року Фалькао став гравцем свого першого європейського клубу, португальського «Порту», який придбав 60 % прав на футболіста за 3,93 мільйона євро. У португальській команді колумбійця розглядали як заміну Лісандро Лопесу після продажу цього аргентинського нападника дп «Ліона». Фалькао перевершив очікування керівництва «Порту», відразу ставши не лише лідером атак команди, але й одним з найрезультативніших гравців португальського чемпіонату — у своєму першому сезоні в Європі він забив 25 голів у 28 іграх Прімейри, поступившись у суперечці бомбардирів першості лише одним голом парагвайцю Оскару Кардосо з «Бенфіки».
В наступному сезоні 2010/11 результативність гравця у Прімейрі дещо погіршилася (16 голів у 22 матчах), проте він був одним з головних творців перемоги «Порту» у тогорічному розіграші Ліги Європи — у 16 іграх цього турніру 18 разів засмучував воротарів команд-суперниць, ставши найкращим бомбардиром змагання.

### «Атлетіко» (Мадрид)
Наступного сезону 2011/12 знову став тріумфатором розіграшу Ліги Європи, проте цього разу вже у складі мадридського «Атлетіко», до якого він приєднався у серпні 2011 року за рекордні для клубу 40 мільйонів євро (з можливістю зростання трансферної суми до 50 мільйонів залежно від ігрових результатів). Як і роком раніше, зробив визначальний внесок у перемогу своєї команди у Лізі Європи, з 12 голами у 15 іграх турніру ставши вдруге поспіль його найкращим бомбардиром. Свій дебютний сезон Ла-Ліги завершив з 24 голами у 34 матчах, ставши найкращим бомбардиром команди, а в суперечці найкращих голеодорів Ла-Ліги поступившись лише Ліонелю Мессі і Кріштіану Роналду.
Наступного сезону 2012/13 покращив свою результативність у Ла-Лізі, забивши 28 голів, які знову вивели його на третє місце в рейтингу найкращих бомбардирів змагання після все тих же Мессі й Роналду. Того ж сезону виборов свій єдиний національний титул у складі мадридського клубу, ставши володарем Кубка Іспанії 2012/13, щоправда, по ходу кубкового турніру брав участь лише в чотирьох матчах, в яких забив два голи. А ось внесок Фалькао у перший того сезону трофей для «Атлетіко» був визначальним — 31 серпня 2012 року мадридці зустрічалися у грі за Суперкубок УЄФА 2012 з лондонським «Челсі», в якій результат фактично зроблено ще в першому таймі, в якому Фалькао зробив хет-трик (фінальний рахунок зустрічі — 4:1 на користь «Атлетіко»).

### «Монако»
З початком літнього трансферного вікна 2013 року інтерес до колумбійського форварда виказували найбагатші європейські клуби і «Атлетіко» погодив його перехід до «Монако», клубу, який незадовго до того повернувся до найвищого французького дивізіону після кількарічної перерви. Нове керівництво клубу, придбаного наприкінці 2011 року російським мільярдером Дмитром Риболовлєвим, мало на меті з першого ж сезону в Лізі 1 нав'язати боротьбу за чемпіонство «Парі Сен-Жермен», заради чого витратило на придбання гравців понад 150 мільйонів євро. Найдорожчим з новачків «Монако» став саме Фалькао, трансфер якого оцінюється у 60 мільйонів євро. Передбачалося, що атакувальна гра «Монако» будуватиметься навколо Фалькао та його партнера по збірній Колумбії Хамеса Родрігеса, який обійшовся клубу в ще 45 мільйонів євро.
Розпочав виступи за «Монако» непогано, відзначившись 11 голами в 19 матчах в усіх турнірах, проте сезон 2013/14 завершився для Фалькао вже у січні 2014, коли він зазнав важкої травми хрестовидних зв'язок коліна.

### Оренда до «Манчестер Юнайтед»
Відновившись після травми влітку 2014 року і провівши декілька ігор за «Монако», 1 вересня, в останній день літнього трансферного вікна, перейшов на умови оренди до англійського «Манчестер Юнайтед». Гравця орендували на один рік за 6 мільйонів фунтів стерлінгів з правом на першочерговий викуп контракту за фіксовану суму в 43,5 мільйона фунтів стерлінгів (55 мільйонів євро). Раніше «Манчестер Сіті» відмовився від підписання колумбійця за браком місця у складі. Наступного дня, 2 вересня, «Юнайтед» підтвердив трансфер.
14 вересня Фалькао дебютував на Олд Траффорд, вийшовши замість Хуана Мати проти «Квінз Парк Рейнджерс», гра з яким закінчилася рахунком 4:0, став першою перемогою «МЮ» у сезоні. Загалом за сезон 2014/15 провів за манчестерську команду в усіх турнірах 29 ігор, проте забивав украй мало — лише чотири голи. Через таку низьку результативність манкуніанці вирішили не використовувати можливість викупу гравця, який за результатами сезону потрапив до численних рейтингів найгірших трансферів.

### Оренда до «Челсі»
Утім Фалькао вирішив ще раз спробувати свої сили в англійському футболі, і 3 липня 2015 року було офіційно оголошено про оренду гравця з подальшим правом викупу за 50 мільйонів євро лондонським «Челсі». Утім початок сезону і в цьому англійському клубі був невдалим — лише один гол у десяти іграх Прем'єри-ліги, а 3 листопада 2015 колумбієць зазнав травми, яка, як згодом з'ясувалося, залишила його поза грою до завершення сезону і, відповідно, терміну оренди в лондонському клубі.

### Повернення до «Монако»
Влітку 2016 року Фалькао повернувся до «Монако», де головний тренер команди Леонарду Жардім призначив його капітаном команди і почав використовувати у своїх тактичних побудовах як основну опцію в атаці. У сезоні 2016/17 21 гол Фалькао у 29 матчах чемпіонату допоміг команді з Монако досягти мети, заради якої до команди придбали, зокрема, й колумбійського нападника — здобути перший з 2000 року титул чемпіонів Франції.
Наступного сезону команда не змогла захистити чемпіонський титул, поступившися 13 очками «Парі Сен-Жермен», проте сам Фалькао залишився найкращим бомбардиром команди з 18 голами у 26 іграх першості.
Сезон 2018/19 був невдалим для команди: 17-те місце з 20 та лише два очки від зони вильоту. Фалькао третій сезон поспіль став найкращим бомбардиром команди та увійшов до десятки найкращих бомбардирів Ліги 1 з 16 голами (15 з них у чемпіонаті).

### «Галатасарай»
2 вересня 2019 Фалькао перейшов до турецького «Галатасарая» на правах вільного агента.

## Виступи за збірні
2001 року дебютував у складі юнацької збірної Колумбії, взяв участь у 4 іграх на юнацькому рівні, відзначившись одним забитим голом.
Протягом 2005—2007 років залучався до складу молодіжної збірної Колумбії. На молодіжному рівні зіграв в 11 офіційних матчах, забив 4 голи.
У лютому 2007 року дебютував в офіційних матчах у складі національної збірної Колумбії у віці 20 років. Вже у своїй другій грі за національну команду, у червні того ж року, відкрив лік забитим голам у її формі, забивши єдиний гол у матчі зі збірною Чорногорії в рамках тогорічного товариського турніру Kirin Cup. Відтоді став постійною фігурою у нападі колумбійської збірної.
У складі збірної був учасником розіграшу Кубка Америки 2011 року в Аргентині, взявши участь у всіх чотирьох матчах команди, яка припинила боротьбу на стадії чвертьфіналів. На груповому етапі забив обидва голи у матчі проти Болівії.
Був ключовим гравцем національної команди під час відбору до чемпіонату світу 2014 року, забивши третину її голів (9 з 27) у цьому турнірі і допомігши колумбійцям впевнено кваліфікуватися на мундіаль. Безпосередньо фінальну частину чемпіонату світу 2014, яка для Колумбії була першою з 1998 року, змушений був пропустити, відновлюючись від отриманої на клубному рівні травми. Відновившись від неї і повернувшись до лав збірної, восени 2014 року вперше отримав капітанську пов'язку в її складі.
Був капітаном команди на Кубку Америки 2015 року у Чилі, де взяв участь у всіх матчах, проте не допоміг їй пройти далі чвертьфіналу. До того ж нападник, який саме мав проблеми з результативністю й на клубному рівні, не зміг відзначитися жодним голом у чотирьох іграх, проведених на континентальній першості.
Влітку 2017 року забив гол у товариській грі проти іспанців, який став для нього 26-м в офіційних іграх за національну команду. Таким чином Фалькао перевершив досягнення Арнольдо Ігуарана, яке трималося з 1993 року, і став найкращим бомбардиром колумбійської збірної.
Був капітаном і лідером атак збірної Колумбії на чемпіонаті світу 2018 року, другому поспіль мундіалі, на якому колумбійці пробилися до раунду плей-оф. У матчі групового етапу цього змагання проти Польщі, забив свій ювілейний 30-й гол за збірну Колумбії, вчергове оновивши рекорд результативності для гравців цієї команди.

## Статистика виступів

### Статистика клубних виступів
Станом на 1 серпня 2019 року
| Сезон                      | Команда                    | Чемпіонат                  | Чемпіонат | Чемпіонат | Національний кубок | Національний кубок | Національний кубок | Континентальні кубки | Континентальні кубки | Континентальні кубки | Інші змагання | Інші змагання | Інші змагання | Усього | Усього |
| Сезон                      | Команда                    | Ліга                       | Ігор      | Голів     | Ліга               | Ігор               | Голів              | Ліга                 | Ігор                 | Голів                | Ліга          | Ігор          | Голів         | Ігор   | Голів  |
| -------------------------- | -------------------------- | -------------------------- | --------- | --------- | ------------------ | ------------------ | ------------------ | -------------------- | -------------------- | -------------------- | ------------- | ------------- | ------------- | ------ | ------ |
| 1999–00                    | «Лансерос Бояка»           | 2Д                         | 1         | 0         | -                  | -                  | -                  | -                    | -                    | -                    | -             | -             | -             | 1      | 0      |
| 2000–01                    | «Лансерос Бояка»           | 2Д                         | 7         | 1         | -                  | -                  | -                  | -                    | -                    | -                    | -             | -             | -             | 7      | 1      |
| Усього за «Лансерос Бояка» | Усього за «Лансерос Бояка» | Усього за «Лансерос Бояка» | 8         | 1         |                    | -                  | -                  |                      | -                    | -                    |               | -             | -             | 8      | 1      |
| 2005–06                    | «Рівер Плейт»              | ПД                         | 11        | 7         | -                  | -                  | -                  | КЛ                   | 0                    | 0                    | -             | -             | -             | 11     | 7      |
| 2006–07                    | «Рівер Плейт»              | ПД                         | 20        | 3         | -                  | -                  | -                  | КЛ                   | 0                    | 0                    | -             | -             | -             | 20     | 3      |
| 2007–08                    | «Рівер Плейт»              | ПД                         | 27        | 11        | -                  | -                  | -                  | КЛ                   | 12                   | 8                    | -             | -             | -             | 39     | 19     |
| 2008–09                    | «Рівер Плейт»              | ПД                         | 32        | 13        | -                  | -                  | -                  | КЛ                   | 3                    | 3                    | -             | -             | -             | 35     | 16     |
| Усього за «Рівер Плейт»    | Усього за «Рівер Плейт»    | Усього за «Рівер Плейт»    | 90        | 34        |                    | -                  | -                  |                      | 15                   | 11                   |               | -             | -             | 105    | 45     |
| 2009–10                    | «Порту»                    | ПЛ                         | 28        | 25        | КП+КЛ              | 5+2                | 5+0                | ЛЧ                   | 8                    | 4                    | СП            | 0             | 0             | 43     | 34     |
| 2010–11                    | «Порту»                    | ПЛ                         | 22        | 16        | КП+КЛ              | 3+0                | 3+0                | ЛЄ                   | 16                   | 18                   | СП            | 1             | 1             | 42     | 38     |
| лип.-серп. 2011            | «Порту»                    | ПЛ                         | 1         | 0         | КП+КЛ              | 0                  | 0                  | ЛЧ                   | 0                    | 0                    | СП            | 1             | 0             | 2      | 0      |
| Усього за «Порту»          | Усього за «Порту»          | Усього за «Порту»          | 51        | 41        |                    | 10                 | 8                  |                      | 24                   | 22                   |               | 2             | 1             | 87     | 72     |
| 2011–12                    | «Атлетіко»                 | ПД                         | 34        | 24        | КІ                 | 1                  | 0                  | ЛЄ                   | 15                   | 12                   | -             | -             | -             | 50     | 36     |
| 2012–13                    | «Атлетіко»                 | ПД                         | 34        | 28        | КІ                 | 4                  | 2                  | ЛЄ                   | 2                    | 1                    | СУ            | 1             | 3             | 41     | 34     |
| Усього за «Атлетіко»       | Усього за «Атлетіко»       | Усього за «Атлетіко»       | 68        | 52        |                    | 5                  | 2                  |                      | 17                   | 13                   |               | 1             | 3             | 91     | 70     |
| 2013–14                    | «Монако»                   | Л1                         | 20        | 11        | КФ+КЛ              | 2+0                | 2+0                | -                    | -                    | -                    | -             | -             | -             | 22     | 13     |
| 2014–15                    | «Манчестер Юнайтед»        | ПЛ                         | 26        | 4         | КА+КЛ              | 3+0                | 0                  | -                    | -                    | -                    | -             | -             | -             | 29     | 4      |
| 2015–16                    | «Челсі»                    | ПЛ                         | 10        | 1         | КА+КЛ              | 0+1                | 0                  | ЛЧ                   | 0                    | 0                    | СА            | 1             | 0             | 12     | 1      |
| 2016–17                    | «Монако»                   | Л1                         | 29        | 21        | КФ+КЛ              | 2+2                | 1+1                | ЛЧ                   | 10                   | 7                    | -             | -             | -             | 43     | 30     |
| 2017–18                    | «Монако»                   | Л1                         | 26        | 18        | КФ+КЛ              | 1+3                | 0+3                | ЛЧ                   | 5                    | 3                    | СФ            | 1             | 0             | 36     | 24     |
| 2018–19                    | «Монако»                   | Л1                         | 33        | 15        | КФ+КЛ              | 1+0                | 1+0                | ЛЧ                   | 5                    | 0                    | СФ            | 0             | 0             | 39     | 16     |
| Усього за «Монако»         | Усього за «Монако»         | Усього за «Монако»         | 108       | 65        |                    | 11                 | 8                  |                      | 20                   | 10                   |               | 1             | 0             | 140    | 83     |
| Усього за кар'єру          | Усього за кар'єру          | Усього за кар'єру          | 361       | 198       |                    | 30                 | 18                 |                      | 76                   | 56                   |               | 5             | 4             | 472    | 276    |

### Статистика виступів за збірну
Станом на 5 грудня 2019
| Дата       | Місто                  | Господарі        | Результат               | Гості      | Турнір                          | Голи | Примітки      |
| ---------- | ---------------------- | ---------------- | ----------------------- | ---------- | ------------------------------- | ---- | ------------- |
| 7-2-2007   | Кукута                 | Колумбія         | 1 – 3                   | Уругвай    | товариський матч                | -    | 46'           |
| 2-6-2007   | Мацумото (Наґано)      | Колумбія         | 1 – 0                   | Чорногорія | Kirin Cup                       | 1    | 67'           |
| 5-6-2007   | Сайтама                | Японія           | 0 – 0                   | Колумбія   | Kirin Cup                       | -    | 80'           |
| 22-8-2007  | Колорадо               | Колумбія         | 1 – 0                   | Мексика    | товариський матч                | -    | 46'           |
| 8-9-2007   | Ліма                   | Перу             | 2 – 2                   | Колумбія   | товариський матч                | 1    | 61' 72'       |
| 12-9-2007  | Богота                 | Колумбія         | 1 – 0                   | Парагвай   | товариський матч                | -    | 61'           |
| 14-10-2007 | Богота                 | Колумбія         | 0 – 0                   | Бразилія   | Відбір до ЧС 2010               | -    | 81'           |
| 17-11-2007 | Богота                 | Колумбія         | 1 – 0                   | Венесуела  | Відбір до ЧС 2010               | -    | 49'           |
| 6-2-2008   | Монтевідео             | Уругвай          | 2 – 2                   | Колумбія   | товариський матч                | -    | 49'           |
| 29-5-2008  | Лондон                 | Ірландія         | 1 – 0                   | Колумбія   | товариський матч                | -    | 65'           |
| 3-6-2008   | Сен-Дені               | Франція          | 1 – 0                   | Колумбія   | товариський матч                | -    | 56'           |
| 6-9-2008   | Богота                 | Колумбія         | 0 – 1                   | Уругвай    | Відбір до ЧС 2010               | -    | 60'           |
| 19-11-2008 | Богота                 | Колумбія         | 1 – 0                   | Нігерія    | товариський матч                | 1    | 84'           |
| 11-2-2009  | Перейра                | Колумбія         | 2 – 0                   | Гаїті      | товариський матч                | -    |               |
| 28-3-2009  | Богота                 | Колумбія         | 2 – 0                   | Болівія    | Відбір до ЧС 2010               | -    | 70'           |
| 31-3-2009  | Пуерто-Ордас           | Венесуела        | 2 – 0                   | Колумбія   | Відбір до ЧС 2010               | -    |               |
| 6-6-2009   | Буенос-Айрес           | Аргентина        | 1 – 0                   | Колумбія   | Відбір до ЧС 2010               | -    | 73'           |
| 10-6-2009  | Медельїн               | Колумбія         | 1 – 0                   | Перу       | Відбір до ЧС 2010               | 1    |               |
| 12-8-2009  | Іст-Ратерфорд          | Колумбія         | 1 – 2                   | Венесуела  | товариський матч                | 1    | 67'           |
| 5-9-2009   | Медельїн               | Колумбія         | 2 – 0                   | Еквадор    | Відбір до ЧС 2010               | -    | 53'           |
| 10-10-2009 | Медельїн               | Колумбія         | 2 – 4                   | Чилі       | Відбір до ЧС 2010               | -    |               |
| 14-10-2009 | Асунсьйон              | Парагвай         | 0 – 2                   | Колумбія   | Відбір до ЧС 2010               | -    | 54'           |
| 3-9-2010   | Пуерто-ла-Крус         | Венесуела        | 0 – 2                   | Колумбія   | товариський матч                | -    | 60' 77'       |
| 7-9-2010   | Монтеррей              | Мексика          | 1 – 0                   | Колумбія   | товариський матч                | -    | 58'           |
| 8-10-2010  | Нью-Джерсі             | Еквадор          | 0 – 1                   | Колумбія   | товариський матч                | 1    | 76'           |
| 12-10-2010 | Честер (місто)         | США              | 0 – 0                   | Колумбія   | товариський матч                | -    | 56'           |
| 26-3-2011  | Мадрид                 | Еквадор          | 0 – 2                   | Колумбія   | товариський матч                | 1    | 86'           |
| 29-3-2011  | Гаага                  | Чилі             | 2 – 0                   | Колумбія   | товариський матч                | -    | 63'           |
| 25-6-2011  | Медельїн               | Колумбія         | 2 – 0                   | Сенегал    | товариський матч                | -    | 64'           |
| 2-7-2011   | Сан-Сальвадор-де-Жужуй | Колумбія         | 1 – 0                   | Коста-Рика | Копа Америка 2011 - 1-й етап    | -    | 77'           |
| 6-7-2011   | Санта-Фе               | Аргентина        | 0 – 0                   | Колумбія   | Копа Америка 2011 - 1-й етап    | -    | 87'           |
| 10-7-2011  | Санта-Фе               | Колумбія         | 2 – 0                   | Болівія    | Копа Америка 2011 - 1-й етап    | 2    |               |
| 16-7-2011  | Кордова                | Колумбія         | 0 – 2 д.ч.              | Перу       | Копа Америка 2011 - чвертьфінал | -    |               |
| 6-9-2011   | Форт-Лодердейл         | Ямайка           | 0 – 2                   | Колумбія   | товариський матч                | -    | 81'           |
| 11-10-2011 | Ла-Пас                 | Болівія          | 1 – 2                   | Колумбія   | Відбір до ЧС 2014               | 1    | 78'           |
| 29-2-2012  | Маямі-Ґарденс          | Мексика          | 0 – 2                   | Колумбія   | товариський матч                | 1    | 36' 87'       |
| 3-6-2012   | Ліма                   | Перу             | 0 – 1                   | Колумбія   | Відбір до ЧС 2014               | -    |               |
| 10-6-2012  | Кіто                   | Еквадор          | 1 – 0                   | Колумбія   | Відбір до ЧС 2014               | -    |               |
| 7-9-2012   | Барранкілья            | Колумбія         | 4 – 0                   | Уругвай    | Відбір до ЧС 2014               | 1    |               |
| 11-9-2012  | Сантьяго               | Чилі             | 1 – 3                   | Колумбія   | Відбір до ЧС 2014               | 1    |               |
| 12-10-2012 | Барранкілья            | Колумбія         | 2 – 0                   | Парагвай   | Відбір до ЧС 2014               | 2    |               |
| 14-11-2012 | Іст-Ратерфорд          | Бразилія         | 1 – 1                   | Колумбія   | товариський матч                | -    |               |
| 22-3-2013  | Барранкілья            | Колумбія         | 5 – 0                   | Болівія    | Відбір до ЧС 2014               | 1    |               |
| 26-3-2013  | Пуерто-Ордас           | Венесуела        | 1 – 0                   | Колумбія   | Відбір до ЧС 2014               | -    |               |
| 7-6-2013   | Буенос-Айрес           | Аргентина        | 0 – 0                   | Колумбія   | Відбір до ЧС 2014               | -    |               |
| 11-6-2013  | Барранкілья            | Колумбія         | 2 – 0                   | Перу       | Відбір до ЧС 2014               | 1    | 57'           |
| 6-9-2013   | Барранкілья            | Колумбія         | 1 – 0                   | Еквадор    | Відбір до ЧС 2014               | -    |               |
| 10-9-2013  | Монтевідео             | Уругвай          | 2 – 0                   | Колумбія   | Відбір до ЧС 2014               | -    |               |
| 11-10-2013 | Барранкілья            | Колумбія         | 3 – 3                   | Чилі       | Відбір до ЧС 2014               | 2    | 85'           |
| 14-11-2013 | Брюссель               | Бельгія          | 0 – 2                   | Колумбія   | товариський матч                | 1    | 71'           |
| 19-11-2013 | Амстердам              | Нідерланди       | 0 – 0                   | Колумбія   | товариський матч                | -    | 85' 87'       |
| 5-9-2014   | Маямі-Ґарденс          | Бразилія         | 1 – 0                   | Колумбія   | товариський матч                | -    | 77'           |
| 10-10-2014 | Нью-Джерсі             | Колумбія         | 3 – 0                   | Сальвадор  | товариський матч                | 1    | кап. 62'      |
| 14-10-2014 | Нью-Джерсі             | Канада           | 0 – 1                   | Колумбія   | товариський матч                | -    | кап. 67'      |
| 26-3-2015  | Ріффа                  | Бахрейн          | 0 – 6                   | Колумбія   | товариський матч                | 2    | кап. 72'      |
| 30-3-2015  | Абу-Дабі               | Колумбія         | 3 – 1                   | Кувейт     | товариський матч                | 1    | кап.          |
| 6-6-2015   | Буенос-Айрес           | Колумбія         | 1 – 0                   | Коста-Рика | товариський матч                | 1    | кап. 63'      |
| 14-6-2015  | Ранкагуа               | Колумбія         | 0 – 1                   | Венесуела  | Копа Америка 2015 - 1-й етап    | -    | кап.          |
| 17-6-2015  | Сантьяго               | Бразилія         | 0 – 1                   | Колумбія   | Копа Америка 2015 - 1-й етап    | -    | кап. 69'      |
| 21-6-2015  | Темуко                 | Колумбія         | 0 – 0                   | Перу       | Копа Америка 2015 - 1-й етап    | -    | кап. 64'      |
| 26-6-2015  | Вінья-дель-Мар         | Аргентина        | 0 – 0 (5 – 4 п.п.)      | Колумбія   | Копа Америка 2015 - чвертьфінал | -    | 74' 86'       |
| 8-10-2015  | Барранкілья            | Колумбія         | 2 – 0                   | Перу       | Відбір до ЧС 2018               | -    | 75'           |
| 13-10-2015 | Монтевідео             | Уругвай          | 3 – 0                   | Колумбія   | Відбір до ЧС 2018               | -    | 72'           |
| 10-11-2016 | Барранкілья            | Колумбія         | 0 – 0                   | Чилі       | Відбір до ЧС 2018               | -    | 46'           |
| 15-11-2016 | Сан-Хуан               | Аргентина        | 3 – 0                   | Колумбія   | Відбір до ЧС 2018               | -    | 76'           |
| 7-6-2017   | Мурсія                 | Іспанія          | 2 – 2                   | Колумбія   | товариський матч                | 1    | 77'           |
| 13-6-2017  | Хетафе                 | Камерун          | 0 – 4                   | Колумбія   | товариський матч                | -    | 46'           |
| 31-8-2017  | Сан-Кристобаль         | Венесуела        | 0 – 0                   | Колумбія   | Відбір до ЧС 2018               | -    | кап.          |
| 5-9-2017   | Барранкілья            | Колумбія         | 1 – 1                   | Бразилія   | Відбір до ЧС 2018               | 1    |               |
| 5-10-2017  | Барранкілья            | Колумбія         | 1 – 2                   | Парагвай   | Відбір до ЧС 2018               | 1    | кап.          |
| 10-10-2017 | Ліма                   | Перу             | 1 – 1                   | Колумбія   | Відбір до ЧС 2018               | -    | кап.          |
| 23-3-2018  | Сен-Дені               | Франція          | 2 – 3                   | Колумбія   | товариський матч                | 1    | кап. 68'      |
| 27-3-2018  | Лондон                 | Колумбія         | 0 – 0                   | Австралія  | товариський матч                | -    | кап. 46'      |
| 1-6-2018   | Бергамо                | Єгипет           | 0 – 0                   | Колумбія   | товариський матч                | -    | кап. 66'      |
| 19-6-2018  | Саранськ               | Колумбія         | 1 – 2                   | Японія     | ЧС 2018 - 1-й етап              | -    | кап.          |
| 24-6-2018  | Казань                 | Польща           | 0 – 3                   | Колумбія   | ЧС 2018 - 1-й етап              | 1    | кап., 78'     |
| 28-6-2018  | Самара                 | Сенегал          | 0 – 1                   | Колумбія   | ЧС 2018 - 1-й етап              | -    | кап., 89'     |
| 3-7-2018   | Москва                 | Колумбія         | 1 – 1 д.ч. (3 - 4 п.п.) | Англія     | ЧС 2018 - 1/8 фіналу            | -    | кап. 63'      |
| 8-9-2018   | Маямі-Гарденс          | Венесуела        | 1 – 2                   | Колумбія   | товариський матч                | 1    | кап. 77'      |
| 12-9-2018  | Іст-Ратерфорд          | Колумбія         | 0 – 0                   | Аргентина  | товариський матч                | -    | кап. 65', 79' |
| 11-10-2018 | Тампа                  | США              | 2 – 4                   | Колумбія   | товариський матч                | 1    | кап. 76'      |
| 16-10-2018 | Гаррісон               | Колумбія         | 3 – 1                   | Коста-Рика | товариський матч                | -    | кап. 88'      |
| 22-3-2019  | Йокогама               | Японія           | 0 – 1                   | Колумбія   | товариський матч                | 1    | кап. 81'      |
| 26-3-2019  | Сеул                   | Південна Корея   | 2 – 1                   | Колумбія   | товариський матч                | -    | 61' 89'       |
| 4-6-2019   | Богота                 | Колумбія         | 3 – 0                   | Панама     | товариський матч                | 1    | кап. 46'      |
| 9-6-2019   | Ліма                   | Перу             | 0 – 3                   | Колумбія   | товариський матч                | -    | кап. 46'      |
| 15-6-2019  | Салвадор               | Аргентина        | 0 – 2                   | Колумбія   | Копа Америка 2019 - 1-й етап    | -    | кап. 18' 81'  |
| 19-6-2019  | Сан-Паулу              | Колумбія         | 1 – 0                   | Катар      | Копа Америка 2019 - 1-й етап    | -    | 64'           |
| 23-6-2019  | Салвадор               | Колумбія         | 1 – 0                   | Парагвай   | Копа Америка 2019 - 1-й етап    | -    | кап. 66'      |
| 29-6-2019  | Сан-Паулу              | Колумбія         | 0 – 0 (4 – 5 п.п.)      | Чилі       | Копа Америка 2019 - чвертьфінал | -    | кап. 77'      |
| Усього     |                        | Матчів (6 місце) | 89                      |            | Голів (1 місце)                 | 34   |               |

## Особисте життя
Син іншого колумбійського футболіста, Радамеля Гарсії. Фалькао був названий так за іменем бразильського футболіста Фалькао. Фалькао — набожний християнин, він є лідером молодіжних християнських гуртів «Locos por Jesús» і «Campeones para Cristo».

## Досягнення

### Командні
«Рівер Плейт»
- Чемпіон Аргентини: 2008 (Клаусура)

«Порту»
- Чемпіон Португалії: 2010-11
- Володар Суперкубка Португалії: 2009, 2010
- Володар кубка Португалії: 2009-10
- Переможець Ліги Європи: 2010-11

«Атлетіко»
- Володар кубка Іспанії: 2012-13
- Переможець Ліги Європи: 2011-12
- Володар Суперкубка УЄФА: 2012

«Монако»
- Чемпіон Франції: 2016-17

Збірна Колумбії
- Чемпіон Південної Америки (U-20): 2005

### Особисті
- Найкращий бомбардир чемпіонату Португалії: 2009/10 (25 голів)
- Найкращий бомбардир Ліги Європи УЄФА: 2010–11, 2011–12
- Володар бронзового м'яча: 2012